# Junäs grundet
Junäs grundet är skär i Åland (Finland). De ligger i Skärgårdshavet och i kommunen Vårdö i landskapet Åland, i den sydvästra delen av landet. Öarna ligger omkring 39 kilometer nordöst om Mariehamn och omkring 240 kilometer väster om Helsingfors.
Arean för den av öarna koordinaterna pekar på är 1,1 hektar och dess största längd är 150 meter i sydväst-nordöstlig riktning. Trakten är glest befolkad. Närmaste större samhälle är Vårdö, 9,5 km sydväst om Junäs grundet.